# Catesbya
Catesbya is een monotypisch geslacht van straalvinnige vissen uit de familie van valse murenen (Chlopsidae).

## Soort
- Catesbya pseudomuraena Böhlke & Smith, 1968